# Дворец Тышкевичей (Варшава)
Дворец Тышкевичей-Потоцких (пол. pałac Tyszkiewiczów w Warszawie) — дворец в стиле классицизма, расположенный на центральной варшавской улице Краковское предместье (дом № 32).
Построен для гетмана Речи Посполитой Людвика Скумин-Тышкевича. Строительство началось в 1785 году по первоначальному плану Станислава Завадского и было закончено 7 лет спустя Я. К. Камсетзером. В 1840 году дворец приобрела семья Потоцких.
В период между двумя мировыми войнами во дворце располагались кредитное учреждение (Bank Gospodarstwa Krajowego) и Польская Академия литературы.
Разрушенный в 1944 году, после войны дворец был восстановлен и сейчас принадлежит Варшавскому университету.
Относительно скромный западный фасад, выходящий на Краковское предместье, украшен лепниной, а центральный балкон поддерживается четырьмя атлантами, созданными скульптором Андре Жаном Лебреном в 1787 году.
- Дворец Тышкевичей, северный фасад, 1830 г..
- Северный фасад
- Атланты на западном фасаде.